# Gloria Zapata
Gloria Zapata (San Jerónimo, Antioquia, 29 de septiembre de 1954) es una actriz de teatro y televisión colombiana, con una extensa trayectoria en su país que inició a comienzos de la década de 1980.

## Filmografía

### Televisión
- La fan (2017) — Guadalupe "Lupita" Vda. de Morelli
- La ley de corazón (2016-2017)
- Allá te espero (2013) — Leonor de Visbal
- La Mariposa  (2012) — Mercedes "Mama de Alicia"
- Decisiones extremas (2010) — Ep: Justicia ciega
- Doña Bella  (2010) — Cecilia López Vda. de Segovia
- Olvidarte jamás  (2005) — Flora Ibarra
- Decisiones  (2005) — Ep: Las tentaciones de Camila
- El fiscal  (1999-2001) — Matilde de Toledo
- ¡Ay cosita linda mamá! (1998-1999) — Gemma de la Rosa
- Mascarada (1997)
- Eternamente Manuela (1995-1996) — Madre de Manuela
- Victoria (1995)
- La casa de las dos palmas (1990-1991) — Laura Gómez
- Las Ibáñez (1989) — Carmen
- Hojas al Viento (1988)
- Destinos cruzados (1987)
- Revivamos Nuestra Historia: El Bogotazo (1984) — Amparo Jaramillo de Gaitán
- Los premios (1983)
- El hombre de negro (1982) — La Actriz
- El virrey Solís (1981)
- Hato Canaguay (1980)